# 肉体の門 (1948年の映画)
『肉体の門』（にくたいのもん）は、昭和23年（1948年）8月10日に東宝が公開した日本映画。吉本興業との製作提携により太泉スタジオが製作した、同名小説『肉体の門』の映画化第1作である。白黒、87分。

## 概要
1947年（昭和22年）10月15日、吉本興業の林弘高は、元新興キネマの撮影所（昭和10年設立）を占領軍から買い戻し、「株式会社太泉スタジオ」を設立。翌1948年（昭和23年）4月に定款を変え、製作配給を加えた。
林は前年の昭和22年、田村泰次郎 原作の『肉体の門』が舞台で大ヒットしていたのを見て、これを「太泉スタジオ」の製作映画第1作として、映画化にかかった。林は当初マキノ正博監督に声をかけたが、マキノはこれを断り、轟夕起子や月丘千秋だけを世話した。監督は新宿ムーランルージュの演出家、小崎政房が当たることとなった。
こうして小崎監督により撮入となったが、しばらくして林弘高からマキノに「やはり小崎政房ではどうもうまくいかないので、『肉体の門』をやり直してほしい」と滝村和男を通して依頼が入り、マキノが小崎に代わって監督を務めることとなった。
本作は東宝と吉本興業の提携作品で、撮影はほとんど大泉スタジオで行われた。当時の大泉は周りに何もなく、宿から撮影所まで自動車で40分ほどかかる僻地だった。大泉は掘るとすぐに水が出る場所だったので、あちこち掘って川をこしらえ、壊れたビルを作り、一方の高地に教会を建て、セットの中も外もごっちゃにしてほとんどオープンセットで撮影された。
「伊吹新太郎」役は、舞台で同役を演じて好評だった田中実が演じているが、この田中は後の田崎潤の本名である。主演は田中と水島道太郎が二分する形となった。マキノ監督によると田中（田崎）はたいへんなハリキリボーイだったが、「2か月5万円の安いギャラだ」と云って泣いていたという。
マキノ監督は撮影が終了してから、編集で泣かされた。スタジオに編集機材が全然なく、シンクロナイザーひとつなかった。ようやくマキノ監督が個人的に借りてきたものを使って編集を始めたが、杉原プロデューサーから「撮影で製作費がオーバーしてしまい、予算がないから」と、戦前のようにポジに起こさず、ネガフィルムのみでいきなり編集してくれと云われた。仕方なくマキノ監督はネガフィルムを京都へ持ち帰り、宮本信太郎らに手伝ってもらってようやく仕上げることができた。
ところが杉原プロデューサーは300万円の予算の欠損を強調するばかりで、マキノ監督にギャラを払おうとしない。本作は8月10日に公開されると大ヒットし、ようやくギャラが支払われたが、「それでも多少値切られた」という。
本作は、田村泰次郎 『肉体の門』を原作とした映画の第1作であったが、その後のリメイク作とはまったく趣を異にしている。戦後の自由奔放さを描くリメイク群に比し、本作は、数寄屋橋の近くにたたずむ教会と、そのカトリック的世界観がフィーチャーされた、あたかも1980年代にジャン＝リュック・ゴダールが取り組んだ『ゴダールのマリア』（1984年）を髣髴とさせる先駆的女性映画となっている。
小崎政房は、またの名を大都映画のチャンバラスター松山宗三郎という。

## スタッフ
- 監督 - マキノ正博
- 製作 - 小崎政房
- 原作 - 田村泰次郎 『肉体の門』
- 脚本 - 小沢不二夫
- 撮影 - 三木滋人
- 音楽 - 大久保徳二郎
- 美術 - 田辺達
- 録音 - 森武
- スクリプター - 滝内康雄
- 照明 - 守屋惣一

## キャスト
- 浅田せん（関東小政） - 轟夕起子
- 夏目マヤ（ボルネオ・マヤ） - 月丘千秋
- 町子 - 逢初夢子
- 美乃 - 春名薫
- 花江 - 花村陽子
- 折部みはる（婦人警察官） - 小夜福子
- 伊吹新太郎 - 田中実
- 神山哲夫（牧師） - 水島道太郎
- 彫留 - 清川荘司
- マヤを捕らえる男 - 田端義夫
- 会社員（町子の恋人） - 成瀬昌彦

## 主題歌
- 『あんな女と誰が云う』
大久保徳二郎作曲、清水みのる作詞。轟由起子が歌って評判となった。